# Traugott Buhre
Traugott Buhre (ur. 21 czerwca 1929 w Insterburgu (obecnie Czerniachowsk), zm. 26 lipca 2009 w Dortmundzie) – niemiecki aktor.
Grał w teatrach w Niemczech (m.in. w Rheydt, Karlsruhe, Bremie, Kolonii, Stuttgarcie, Frankfurcie nad Menem i Hamburgu). Grywał role dramatyczne w repertuarze klasycznym (Klaudiusz - Hamlet i Aaron - Tytus Andronikus Szekspira, tytułowe role w Fauście Goethego i Natanie mędrcu Lessinga) oraz współczesnym (Bert Hudd - Pokój i Tedy - Powrót Pintera, Ernst Ludwig - Immanuel Kant Bernharda).